# Lake Kiowa
Lake Kiowa è un census-designated place degli Stati Uniti d'America, situato nella contea di Cooke dello Stato del Texas.

## Geografia fisica
Lake Kiowa è situata a 33°33′59″N 97°00′27″W (33.566497, -97.007479).
Secondo lo United States Census Bureau, ha un'area totale di 3,8 miglia quadrate (9,8 km²), di cui 3,0 miglia quadrate (7,8 km²) di terreno e 0,8 miglia quadrate (2,1 km², 20.63%) d'acqua.

## Società

### Evoluzione demografica
Secondo il censimento del 2000, c'erano 1.883 persone, 861 nuclei familiari e 661 famiglie residenti nella città. La densità di popolazione era di 628,1 persone per miglio quadrato (242,3/km²). C'erano 1.064 unità abitative a una densità media di 354,9 per miglio quadrato (136,9/km²). La composizione etnica della città era formata dal 97,45% di bianchi, lo 0,11% di afroamericani, lo 0,53% di nativi americani, lo 0,37% di asiatici, lo 0,48% di altre razze, e l'1,06% di due o più etnie. Ispanici o latinos di qualunque razza erano l'1,75% della popolazione.
C'erano 861 nuclei familiari di cui il 14,4% aveva figli di età inferiore ai 18 anni, il 72,7% erano coppie sposate conviventi, il 2,7% aveva un capofamiglia femmina senza marito, e il 23,2% erano non-famiglie. Il 21,0% di tutti i nuclei familiari erano individuali e il 14,2% aveva componenti con un'età di 65 anni o più che vivevano da soli. Il numero di componenti medio di un nucleo familiare era di 2,19 e quello di una famiglia era di 2,49.
La popolazione era composta dal 13,6% di persone sotto i 18 anni, il 2,6% di persone dai 18 ai 24 anni, il 14,0% di persone dai 25 ai 44 anni, il 35,4% di persone dai 45 ai 64 anni, e il 34,4% di persone di 65 anni o più. L'età media era di 59 anni. Per ogni 100 femmine c'erano 93,1 maschi. Per ogni 100 femmine dai 18 anni in giù, c'erano 92,3 maschi.
Il reddito medio di un nucleo familiare era di 55.430 dollari, e quello di una famiglia era di 66.250 dollari. I maschi avevano un reddito medio di 44.531 dollari contro i 27.750 dollari delle femmine. Il reddito pro capite era di 28.354 dollari. Circa l'1,7% delle famiglie e il 5,4% della popolazione erano sotto la soglia di povertà, incluso il 10,4% di persone sotto i 18 anni e l'1,5% di persone di 65 anni o più.